# Kamila Spalová
Kamila Spalová (15. prosince 1871 Rakovník – 5. února 1953 Rakovník) byla česká učitelka, vědecká pracovnice v oblasti pedagogiky, feministka, historička, ředitelka městského muzea v Rakovníku, autorka pedagogických a vlastivědných prací.

## Život
Narodila se 15. prosince 1871 v Rakovníku v rodině učitele Adolfa Spala (1847–1898) a Marie roz. Rybové (1853–1897), v budově zv. Stará pošta (dnes v budově sídlí Muzeum T. G. Masaryka). Její sestry byly: Růžena Zlevorová (1878–1955), Helena (1879–1943), Vincencie (1881–1963) a Marie Reichmanová.
Do měšťanské školy chodila v Praze, kde navštěvovala i čtyřletý učitelský ústav. 10. září 1890 nastoupila jako učitelka na rakovnické dívčí škole. V roce 1902 se dala zapsat jako externí posluchačka na tehdejší Karlo-Ferdinandovu univerzitu v Praze, studovala dějepis (ze světových dějin ji nejvíce upoutala antika) v kombinaci se zeměpisem, který posléze převládl. Po zvládnutí latiny byla přijata do historického semináře Jaroslava Golla, poslouchala přednášky Josefa Pekaře, Václava Novotného, Josefa Šusty a Čeňka Zíbrta. Navštěvovala především přednášky geografie, přednášel Jan Palacký (syn Františka Palackého), oslovila ji antropogeografie (= geografie obyvatelstva a sídel).
Nemohla však studia dokončit, složit státní zkoušky a získat doktorát, neměla totiž maturitu na gymnáziu. S pomocí rodinného přítele Zikmunda Wintera (rodiny se znaly z jeho působení v Rakovníku v letech 1874–1884) byla přijata na Akademické gymnázium v Praze, maturitu složila 14. července 1909. Poté mohla vysokoškolské studium zakončit disertační prací Sídla v lesní oblasti křivoklátské s územím přilehlým (výzkum vlivu přírodních a dopravních podmínek na vývoj života v této oblasti) a státní zkouškou (1912). Byla promována v aule Karolina 13. ledna 1912; byla pravděpodobně první učitelkou, která získala titul doktor filozofie.
V letech 1919–1931 působila v Praze. Po ukončení pedagogické činnosti přesídlila natrvalo do Rakovníka. Politicky se angažovala v Československé národně demokratické straně, za kterou se dostala v roce 1920 i do městského zastupitelstva v Rakovníku. Zemřela 5. února 1953 v Rakovníku.

### Činnost pedagogická

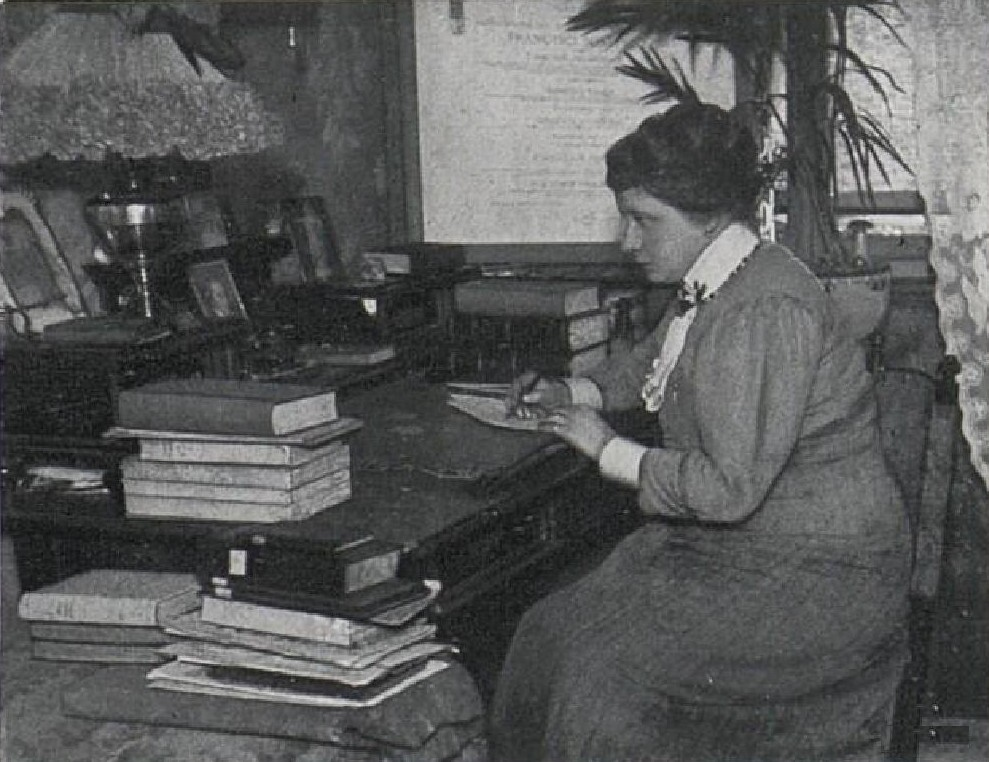
Dr. Kamila Spalová při práci

V letech 1890–1919 vyučovala (s přestávkami) na dívčí škole v Rakovníku. Byla také správkyní mateřské školy v Rakovníku, pro kterou se jí podařilo získat dostatečné vnitřní vybavení, a dokonce i vlastní budovu, který městská rada koupila (1913).
V roce 1919 přijala nabídka na zaměstnání v Praze na Ministerstvu školství a národní osvěty, resp. na nově vzniklém Československém pedagogickém ústavu (ke spolupráci ji vyzval její ředitel a zakladatel prof. Otakar Kádner). Ústav byl otevřen 1. května 1919, jeho úkolem bylo mapování stavu školství a odborné literatury doma i v zahraničí. V ústavu pracovala do roku 1921, v letech 1921–1926 byla ředitelkou měšťanské školy v Praze-Vršovicích, v letech 1926 až do odchodu do důchodu v roce 1931 na Vinohradech.

### Činnost spolková
V Rakovníku se podílela intenzivně na kulturním životě, byla členkou mnoha místních spolků, především Muzejního spolku, do jehož výboru byla zvolena v roce 1919. V roce 1937 se angažovala během příprav u příležitosti Wintrových oslav a odhalení jeho busty na nádvoří muzea. V roce 1939 se dostala do čela Muzejního spolku. Její předsednictví přineslo změnu v redigování Věstníku musea. Byla to doba vyhrocených sporů s rakovnickým historikem Janem Rennerem ukončená jeho rezignací. Plány, které měla jako předsedkyně s Muzejním spolkem, narušila okupace.
K nejužšímu propojení muzejní a spolkové činnosti došlo v roce 1945, kdy se Kamila Spalová stala správkyní muzea. Navrhla novou koncepci sbírkotvorné činnosti a prezentace sbírek, muzeum se mělo stát moderní vědeckou institucí regionálního charakteru. Obnovila se evidence, sbírky byly v roce 1946 znovu zpřístupněny a byl vydán průvodce po muzejní expozici, jehož byla autorem. Snažila se přiblížit a otevřít muzeum co nejširšímu spektru návštěvníků. Po osvobození se obnovila pod vedením Kamily Spalové také činnost Muzejního spolku, začal znovu vycházet Musejní věstník. Po únoru 1948 se situace změnila: bylo nutno odstranit z expozice některé „nežádoucí“ exponáty. Také pro spolkový život nebyla politická situace příznivá, na přelomu let 1950–1951 bylo Muzejnímu spolku doporučeno, aby sám ukončil činnost.
Kamila Spalová se také angažovala v Městském osvětovém sboru, Místní osvětové radě, spolupracovala se Společností přátel umění, Budčí a Národní jednotou severočeskou.

### Emancipační snahy
Zikmund Winter jí pomohl vstřebávat pedagogické zkušenosti a zapůsobil na ni významně v problematice feminismu; zřejmě pod jeho vlivem se začala silně angažovat. Působila na ni též atmosféra domova (měla čtyři mladší sestry). Uvědomovala si význam kvalitního vzdělání, podporovala zřízení pokračovacího kurzu pro dívky (vznikl 1906). V těchto snahách viděla vzor v antice, ale ovlivnily ji české veličiny: Jan Amos Komenský, Jan Neruda nebo Josef Svatopluk Machar. Výrazně na ni zapůsobil při vysokoškolských studiích také T. G. Masaryk, který dle ní spojoval emancipaci s národním zájmem.
K jejím názorům bezesporu přispělo to, že vyrůstala v prostředí s převahou ženského elementu, neprožila partnerský vztah s mužem (jako učitelka musila dodržovat celibát, zrušen byl až roku 1919). Feministickým postojům nahrávaly i problémy, s nimiž se potýkala na své cestě za univerzitním vzděláním.

### Politická činnost
Byla členkou rakovnické organizace Národně demokratické strany, za ni byla zvolena do zastupitelstva. V roce 1920 za tuto stranu kandidovala do Poslanecké sněmovny v 6. volebním obvodu se sídlem v Lounech, zvolena ale nebyla.

## Dílo
Byla autorkou odborných prací z oblasti pedagogiky a didaktiky, zejména didaktiky zeměpisu a metodiky jeho výuky. Kromě didaktických spisů, učebnic a metodik se zabývala regionální historií Rakovníka a Rakovnicka, přispívala do Věstníku rakovnického. Významné jsou její feministické statě.
- Komenský a geografie
- Čtení mapy generálního štábu ve škole – Rakovník: F. Příhoda, 1910
- Speciální mapa 1:75.000 ve škole – Rakovník: F. Příhoda, 1915
- O pomístných názvech politického okresu rakovnického – zvl. otisk Musejního věstníku č. 6. Rakovník: Musejní spolek 1917
- Filosof Platon pedagogem – Čáslav: Knihovna učitelek, 1917[4]
- Ženské postavy u Homéra – Praha: Ženský obzor, 1918[5]
- Deset let trvání musejního spolku rakovnického – Rakovník: vlastním nákladem, 1920
- Republika československá na podkladě kulturně-zeměpisném: (čtení mapy: vlastivědné cestování) – Praha: Ústřední nakladatelství a knihkupectví učitelstva českoslovanského (ÚNKUČ), 1922
- Evropa na podkladě kulturně-zeměpisném: (čtení mapy: cestování) – Praha: ÚNKUČ, 1924
- Vlastivědný atlas pro školy národní – K. Spalová, František Machát. Praha: Václav Neubert, 1925
- Vlastivědný atlas pro školy národní [kartografický dokument] – K. Spalová, F. Machát. Praha: V. Neubert, 1925
- Z domova do světa mapou: průvodce k vlastivědnému atlasu zeměpisnému a k atlasu pro školy měšťanské – Praha: V. Neubert, 1926
- Díly světa na podkladě kulturně-zeměpisném – Praha: ÚNKUČ, 1926
- Věcné nauky: cyklus přednášek J. Tůmy, J. Kubálka, Rudolfa Šimka, Františka Pátka, K. Spalové, Ladislava Horáka, Josefa Krejčíka, Jana Pastejříka – uspořádal Stanislav Vrána. Brno: Ústřední spolek jednot učitelských na Moravě, 1927
- Soustředěné vyučování: ukázka práce tvořivé na podkladě vlastivědném – sestavili: J. Pastejřík, Pavel Sula, K. Spalová. Praha: Státní nakladatelství, 1928
- Naše hory: krásy přírodní, obyvatelstvo v horách a jeho život, turistika, horské sporty v 120 obrazech – rediguje Klement Urban; část obrazovou vede R. V. Špillar; členové redakce: Václav Dědina, K. Spalová, F. Vitásek. Praha: ÚMKUČ, 1828–1929
- Hrad Krakovec – Praha: V. Neubert, 1929
- Metodika zeměpisu – Velké Meziříčí: Alois Šašek, 1929
- Republika Československá na podkladě kulturně-zeměpisném: (zeměpis prací tvořivou). Praha: ÚNKUČ, 1931
- Zeměpis pro samouky: Československo – Svět – Vesmír – Praha: Orbis, 1932
- Zeměpis prací tvořivou. (Teorie i prakse) – Velké Meziříčí: A. Šašek, 1933[6]
- Mapa a plán Velké Prahy – zpracovali K. Spalová, Augustin Šindelář, Vojtěch Walter. Praha: Státní nakladatelství (SN), 1934
- Mapa a plán Velké Prahy [kartografický dokument] – zpracovala K. Spalová; kreslili František Barcal a Josef Hůla. Praha: SN, 1934
- Obrázky z Československa. (Doplňková četba k probírané látce pro učitele i žáka) – Velké Meziříčí: A. Šašek, 1934[7]
- Zeměpis pro 6.–8. postupný ročník. A, vydání pro zemi českou – Praha: SN, 1935
- Zeměpis pro 6.–8. postupný ročník. B, vydání pro zemi moravskoslezskou – Praha: SN, 1935
- Zeměpisné metodické poznámky; Mapa a plán Velké Prahy – K. Spalová, Augustin Šindelář, Vojtěch Walter. Praha: SN, 1935
- Rakovnické školství a Z. Winter: (s osobní vzpomínkou na Z. Wintra) – Rakovník, 1937
- Tvořivost žákova a standardisace učebných pomůcek zeměpisných – 1937
- Obrázky z Jugoslavie – Rakovník: v. n., 1939
- Rakovník – Rakovník: Společnost přátel umění, 1939
- Sicílií autokarem – Rakovník: Ústřední učitelské nakladatelství, 1940
- Za sluncem půlnočním – Rakovník: Václav Tuček, 1940
- Starý Rakovník – Rakovník: v. n., 1941

- Od Olympu k Olympii: za květy antického ducha – Rakovník. V. Tuček, 1941
- Naše regio: v pásmu dějin: veršem – 1944/1945
- Průvodce rakovnickým museem. Rakovník: V. Tuček, 1946
- Přírodní ráz Rakovnicka. Rakovník: ONV, 1947
- Rakovnicko: zeměpis a historie. Rakovník: ONV, 1947
- Veršovaný pohled do "zlatého věku" Rakovníka – Rakovník: V. Tuček, 1948
- Všeobecný zeměpis: (příručka pro žáky škol II. stupně) – Brno: Komenium, 1948